# Chris Parren
Christopher (Chris) Parren is een Brits toetsenist.
Zijn naam dook voor het eerst op in de band Forever Amber, maar belangrijker was zijn toetreding tot de band Hudson Ford, die een aantal hitjes in Engeland had. Langs deze weg kwam hij in aanraking met Strawbs; zowel Richard Hudson en John Ford waren ook al lid van die band. De band Hudson Ford ging over in de punkband The Monks en Parren verhuisde mee. Na gespeeld te hebben bij Jim Capaldi, Maggie Bell en Roxy Music, werd Strawbs in 1983 opnieuw geformeerd voor het album Don't Say Goodbye. Weer samen met Hudson en Ford trad hij tot de band toe, waarin hij tot 1997 bleef spelen. De band kende vervolgens vanwege de lucratieve bijbaan van Dave Cousins (radiomedewerker) een sluimerend bestaan.
In 1997 sloot Parren zich aan bij The Rocky Horror Show.